# Zabawy Bolka i Lolka
Zabawy Bolka i Lolka – polski serial animowany dla dzieci wyprodukowany w latach 1975-1976. Siódmy cykl o przygodach Bolka i Lolka.

## Opis fabuły
Serial opowiada o kolejnych przygodach dwóch bohaterów – Bolka i Lolka, którzy wymyślają zupełnie nowe zabawy, jak np.: konstruują gokart, znajdują garnek ze złotymi monetami itp.

## Twórcy
- Reżyseria: Marian Cholerek, Wacław Wajser
- Scenariusz: Władysław Nehrebecki, Leszek Mech
- Opracowanie plastyczne: Alfred Ledwig
- Muzyka: Tadeusz Kocyba

## Spis odcinków
- odc. 1. Gokarty – reż. Marian Cholerek
- odc. 2. Niezwykłe odkrycie – reż. Zdzisław Kudła, Franciszek Pyter
- odc. 3. Maszeruje wojsko – reż. Wacław Wajser
- odc. 4. Mali filmowcy – reż. Józef Byrdy
- odc. 5. Niefortunne niańki – reż. Edward Wątor
- odc. 6. Opiekunowie zwierząt – reż. Romuald Kłys
- odc. 7. Czarna dama – reż. Wacław Wajser